# Uwe Stöver
Uwe Stöver (* 8. Februar 1967 in Wuppertal) ist ein ehemaliger deutscher Fußballspieler und -trainer und heutiger Funktionär. 

## Spielerkarriere
Über den SV Borussia Wuppertal und den Cronenberger SC kam Stöver 1989 zum Bundesligisten Bayer 04 Leverkusen. Am 27. Februar 1993 gab er sein Debüt in der Bundesliga, als ihn Trainer Reinhard Saftig im Spiel gegen Werder Bremen, das 2:2 endete, in der Startelf aufbot. In derselben Saison wurde er DFB-Pokalsieger mit der „Werkself“. Nach Saisonende wechselte er zum VfL Bochum in die 2. Liga. Hier wurde er Stammspieler und stieg 1994 als Meister in die Bundesliga auf. Nach einem Jahr in der Erstklassigkeit mit Bochum verließ Stöver den Verein wieder und ging zur Spielzeit 1995/96 zum Zweitligisten 1. FSV Mainz 05, mit dem er 1997 den Aufstieg knapp verpasste. Stöver war bis 1999 als Spieler der Rheinhessen aktiv.

## Trainerkarriere
In der Saison 1998/99 fungierte Stöver als Trainer der A-Jugend und ab 2000/01 der Amateure des 1. FSV Mainz 05, für den er zuvor schon als Marketingchef tätig gewesen war.
Im Sommer 2001 verließ er die 05er für den 1. FC Kaiserslautern, um dort als A-Jugend-Trainer zu arbeiten. Am 3. September 2001 löste Stöver Michael Dusek als Trainer der Amateure ab. Diese Funktion bekleidete er bis September 2003. Von April 2005 bis zum Saisonende 2004/05 war er noch einmal Interimstrainer der zweiten Mannschaft, als der bisherige Trainer Hans-Werner Moser Interimstrainer bei den Profis wurde. Stöver war von September 2003 bis Oktober 2007 Leiter des FCK-Nachwuchsleistungszentrums.

## Managerkarriere
Am 1. November 2007 wurde Stöver Geschäftsführer Sport beim damaligen Zweitligisten SV Wehen Wiesbaden. Am 23. März 2009 wurde er von seinen Aufgaben entbunden. Sein Arbeitsvertrag wurde zum 30. Juni 2009 aufgelöst. Ab Beginn der Saison 2009/10 arbeitete er in der gleichen Position beim FSV Frankfurt. Dort wurde er nach dem 33. Spieltag der Saison 2014/15 entlassen. Am 4. Dezember 2015 wurde Stöver neuer Sportdirektor beim Drittligisten Holstein Kiel. Am 15. Mai 2016 wechselte er, in gleicher Position, erneut zum 1. FC Kaiserslautern, den er am Saisonende 2017 wieder verließ.
Am 1. Oktober 2017 übernahm Stöver beim FC St. Pauli den Posten des Geschäftsleiters Sport. Sein Vertrag lief bis 2021. Am 10. April 2019 wurde er zusammen mit Cheftrainer Markus Kauczinski freigestellt. Am 7. Oktober 2019 wurde Stöver erneut Sportdirektor und als Vizepräsident Mitglied des dreiköpfigen Präsidiums beim Zweitligisten Holstein Kiel.
Am 31. Mai 2024 gab der SV Wehen Wiesbaden bekannt, dass Stöver als Sportgeschäftsführer nach über 15 Jahren zum Verein zurückkehrt. Dies vervollständigte den Dreieckstausch der sportlichen Leiter zwischen dem SV Darmstadt 98, Holstein Kiel und dem SV Wehen Wiesbaden. Paul Fernie wechselte von Wehen Wiesbaden zu Darmstadt 98, Carsten Wehlmann ging von Darmstadt 98 zu Holstein Kiel, und Uwe Stöver kam von Holstein Kiel zurück zu Wehen Wiesbaden.

## Statistik
| Liga          | Spiele (Tore) |
| ------------- | ------------- |
| Bundesliga    | 34 (1)        |
| 2. Bundesliga | 82 (3)        |
| Wettbewerb    |               |
| DFB-Pokal     | 05 (0)        |